# Německo na Zimních olympijských hrách 1994
Německo na Zimních olympijských hrách v roce 1994 reprezentovala výprava 112 sportovců (79 mužů a 33 žen) v 11 sportech.

## Medailisté
| Medaile | Jméno                                                                | Sport           | Soutěž                     |
| ------- | -------------------------------------------------------------------- | --------------- | -------------------------- |
| Zlato   | Markus Wasmeier                                                      | Alpské lyžování | Muži super-G               |
| Zlato   | Markus Wasmeier                                                      | Alpské lyžování | Muži obří slalom           |
| Zlato   | Katja Seizingerová                                                   | Alpské lyžování | Ženy sjezd                 |
| Zlato   | Ricco Groß Frank Luck Mark Kirchner Sven Fischer                     | Biatlon         | Muži štafeta 4 x 7.5 km    |
| Zlato   | Harald Czudaj Karsten Brannasch Olaf Hampel Alexander Szelig         | Boby            | Čtyřbob                    |
| Zlato   | Georg Hackl                                                          | Saně            | Muži jednotlivci           |
| Zlato   | Jens Weissflog                                                       | Skoky na lyžích | Muži velký můstek          |
| Zlato   | Jens Weissflog Dieter Thoma Hansjörg Jäkle Christof Duffner          | Skoky na lyžích | Družstvo mužů velký můstek |
| Zlato   | Claudia Pechsteinová                                                 | Rychlobruslení  | Ženy 5 000 m               |
| Stříbro | Martina Ertl                                                         | Alpské lyžování | Ženy obří slalom           |
| Stříbro | Ricco Groß                                                           | Biatlon         | Muži 10 km sprint          |
| Stříbro | Frank Luck                                                           | Biatlon         | Muži 20 km                 |
| Stříbro | Uschi Disl Antje Miserskyová Simone Greiner-Petter-Memm Petra Schaaf | Biatlon         | Ženy štafeta 4 x 7.5 km    |
| Stříbro | Susi Erdmann                                                         | Saně            | Ženy jednotlivci           |
| Stříbro | Anke Baier                                                           | Rychlobruslení  | Ženy 1 000 m               |
| Stříbro | Gunda Niemann                                                        | Rychlobruslení  | Ženy 5 000 m               |
| Bronz   | Sven Fischer                                                         | Biatlon         | Muži 20 km                 |
| Bronz   | Uschi Disl                                                           | Biatlon         | Ženy 15 km                 |
| Bronz   | Wolfgang Hoppe Ulf Hielscher René Hannemann Carsten Embach           | Boby            | Čtyřbob                    |
| Bronz   | Stefan Krauße Jan Behrendt                                           | Saně            | Muži dvojice               |
| Bronz   | Dieter Thoma                                                         | Skoky na lyžích | Muži střední můstek        |
| Bronz   | Franziska Schenková                                                  | Rychlobruslení  | Ženy 500 m                 |
| Bronz   | Gunda Niemann                                                        | Rychlobruslení  | Ženy 1 500 m               |
| Bronz   | Claudia Pechsteinová                                                 | Rychlobruslení  | Ženy 3 000 m               |